# Zoe Renee
Zoe Renee (Fayetteville (Georgia), 30 mei 1997) is een Amerikaans actrice. Zij speelde in diverse films en series, waaronder The Quad, Gully en The Hunger Games: The Ballad of Songbirds & Snakes.

## Filmografie

### Film
- 2013: Welcome to the Bubs, als Raina
- 2018: Jinn, als Summer
- 2019: Nancy Drew and the Hidden Staircase, als George Fayne
- 2019: Gully, als Keisha
- 2020: Prom, als Kylie
- 2023: Chang Can Dunk, als Kristy
- 2023: The Hunger Games: The Ballad of Songbirds & Snakes, als Lysistrata Vickers

### Televisie
- 2017-2018: The Quad, als Noni Williams
- 2019: Black Lightning, als Maryam Luqman
- 2019: (Future) Cult Classic, als Mila
- 2022: Tell Me Lies, als Charlie